# Dänischer Hip-Hop
Hip-Hop ist eine kulturelle Bewegung ursprünglich aus den USA. Ihre bekannteste Offenbarung ist die Hip-Hop-Musik, die aus dem DJing und dem Rappen besteht. In Dänemark wurde der Hip-Hop in den letzten fünfzehn Jahren stets beliebter und begann mit dänischsprachigen Gruppen wie MC Einer und Rockers by Choice aufzuwarten.
In den frühen 1990ern war Englisch die bevorzugte Sprache dänischer  Rapgruppen so wie der Untergrundgruppen Dope Solution, Kidnap und, einer der ersten weiblichen Künstlerinnen mit bahnbrechenden Erfolgen, No Name Requested. No Name Requested war auch eine der ersten, die Rap mit Reggaeelementen verband. In den späten 1990ern wurde das Verlangen nach dänischsprachigem Rap immer größer und schließlich zur Sprache erster Wahl für Künstler wie Jokeren sowie seiner Gruppe Madness for Real. Das Plattenfirma Funky Fly war ein wichtiger Teil dieser Entwicklung.
Im Gegensatz zu vielen anderen Ländern, in denen englischsprachige Rapper größere Aussichten auf Erfolg haben, waren in Dänemark die Aussichten für dänischsprachige Rapper mindestens ebenso gut. Einige dänische auf Englisch rappende MCs wurden auswärts dann sogar bekannter als zu Hause.
Eine bekannte Hiphopformation bestehend aus dänischsprachigen Künstlern ist die Full Impact Production (F.I.P.) auch F.I.P.G.C. (Full Impact Productions Gangster Click) genannt. Aus ihr kommen die Musiker Orgi-E, Bai-D, Troo L.S., L.O.C., Rune Rask sowie die Rapschaft Suspekt, die sich aus manchen der vorher genannten Mitglieder zusammensetzt. 2005 brachten zwei der Mitglieder, Troo L.S. und Orgi-E ein Album, Forklædt Som Voksen, heraus.
L.O.C. (Liam O’Connor) ist, mit 60.000 verkauften Alben, der erfolgreichste Solorapper in der Geschichte des dänischen Hiphops. Sein erstes Album Dominologi enthält Hits wie „Absinth“ und „Drik Min Hjerne Ud“. Sein zweites Album, Inkarneret hatte gewaltigen Erfolg, mit erfolgreichen Liedern wie „Undskyld“, „Hvem“ und „Pop Det Du Har“. Das Album, Cassiopeia wurde am 15. September 2005 veröffentlicht und die Stücke „Frøken Escobar“, „Du Gør Mig“ und „Få Din Flask' På“ wurden ein riesiger Erfolg. Auch sein letztes Album „Melankolia/XxxCouture“ begeisterte mit „XxxCouture“, „Hvorfor Vil Du Ikk“ und „Superbia“.
Die zwei bekannten Produzenten Rune Rask und Troo L.S. standen hinter den meisten Hits der F.I.P. Mitglieder. Sie erhielten den Titel als bestes Produzententeam.

## Andere bekannte dänische Hip-Hop-Musiker

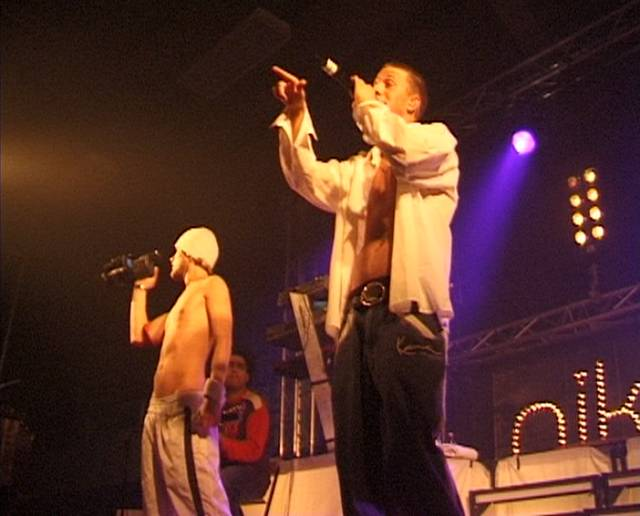
„Nik & Jay“

- Ataf
- Den Gale Pose
- Guldgruppen
- Johnny Hefty
- Johnson
- Jokeren
- KNA Connected
- Majid
- M-Cnatet
- MC Clemens
- Niarn
- Nik & Jay
- N.O.B.L.E.
- Outlandish
- Ufo & Yepha